# Loi de Raoult
Pour les articles homonymes, voir Raoult.
Ne doit pas être confondu avec Lois de Raoult.
En physique, et plus particulièrement en thermodynamique, la loi de Raoult énonce que :
« Dans une solution idéale, à température constante, la pression partielle en phase vapeur d'un constituant est proportionnelle à sa fraction molaire en phase liquide. »
Cette loi a été établie empiriquement par le physicien français François-Marie Raoult en 1882, elle est dérivée de sa loi de la tonométrie. Elle est utilisée dans de nombreux domaines de la chimie, de la physique et de la météorologie. Elle permet notamment de calculer les équilibres liquide-vapeur des solutions idéales liquides dont la phase vapeur est un mélange de gaz parfaits.

## Énoncé et démonstration

### Énoncé mathématique

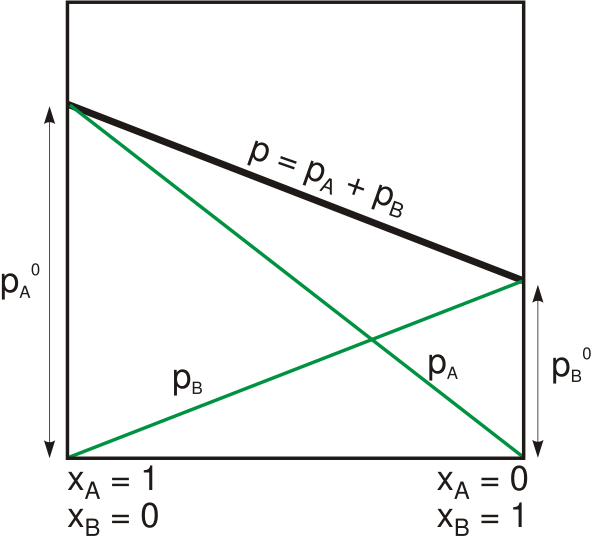
Pression de vapeur totale (en noir) d'un mélange binaire, somme des pressions partielles des deux corps (en vert), en fonction des concentrations molaires de ceux-ci dans le mélange liquide.

Étant donné que pour le corps pur la pression est égale à sa pression de vapeur saturante, le coefficient de proportionnalité est égal à cette pression à la température du mélange. La forme mathématique de la loi de Raoult s'écrit, pour une espèce chimique {\displaystyle i} :
| Loi de Raoult pression partielle de {\displaystyle i} : {\displaystyle P_{i}=x_{i}^{\text{g}}P=x_{i}^{\text{l}}P_{i}^{\text{sat}}} |

avec les notations :
- {\displaystyle P} la pression totale du mélange ;
- {\displaystyle P_{i}} la pression partielle du composant {\displaystyle i}, par définition {\displaystyle P_{i}=x_{i}^{\text{g}}P} ;
- {\displaystyle P_{i}^{\text{sat}}} la pression de vapeur saturante du composant {\displaystyle i} pur à la température {\displaystyle T} du mélange ;
- {\displaystyle x_{i}^{\text{g}}} la fraction molaire du constituant {\displaystyle i} dans la phase vapeur ;
- {\displaystyle x_{i}^{\text{l}}} la fraction molaire du constituant {\displaystyle i} dans la phase liquide.

Pour un corps pur, {\displaystyle x_{i}^{\text{g}}=x_{i}^{\text{l}}=1} et par conséquent {\displaystyle P_{i}=P=P_{i}^{\text{sat}}}.
Dans un mélange, la relation de Duhem-Margules impose que si l'un des composants suit la loi de Raoult alors les autres composants suivent également la loi de Raoult, ou, pour les gaz dissouts, la loi de Henry.

### Démonstration
La loi de Raoult a été établie empiriquement par son auteur, sur base de sa loi de la tonométrie pour les liquides et de la loi de Dalton pour les gaz. La démonstration rigoureuse qui suit est postérieure au développement du formalisme mathématique de la thermodynamique par Willard Gibbs, qui introduisit notamment la notion de potentiel chimique, et par Gilbert Lewis, qui introduisit les notions de fugacité et d'activité chimique.
Dans une solution à l'équilibre, pour chaque constituant {\displaystyle i} les potentiels chimiques dans la phase liquide {\displaystyle \mu _{i}^{\text{l}}} et dans la phase vapeur {\displaystyle \mu _{i}^{\text{g}}} sont égaux :
(1) {\displaystyle \mu _{i}^{\text{l}}\!\left(P,T,x^{\text{l}}\right)=\mu _{i}^{\text{g}}\!\left(P,T,x^{\text{g}}\right)}
Pour la phase liquide et la phase vapeur, considérées comme des solutions idéales, les potentiels chimiques sont développés selon :
(2) {\displaystyle \mu _{i}^{\text{l}}\!\left(P,T,x^{\text{l}}\right)=\mu _{i}^{\text{l,*}}\!\left(P,T\right)+RT\ln x_{i}^{\text{l}}}
(3) {\displaystyle \mu _{i}^{\text{g}}\!\left(P,T,x^{\text{g}}\right)=\mu _{i}^{\text{g,*}}\!\left(P,T\right)+RT\ln x_{i}^{\text{g}}}
avec :
- {\displaystyle P} la pression totale du mélange ;
- {\displaystyle R} la constante universelle des gaz parfaits ;
- {\displaystyle T} la température.

La variation isotherme du potentiel chimique en fonction de la pression permet d'écrire pour le composant {\displaystyle i} pur en phase liquide :
{\displaystyle \mu _{i}^{\text{l,*}}\!\left(P,T\right)=\mu _{i}^{\text{l,*}}\!\left(P_{i}^{\text{sat}},T\right)+\int _{P_{i}^{\text{sat}}}^{P}{\bar {V}}_{i}^{\text{l,*}}\!\left(P,T\right)\,\mathrm {d} P}
avec {\displaystyle {\bar {V}}_{i}^{\text{l,*}}} le volume molaire du composant {\displaystyle i} à l'état de liquide pur. Le dernier terme est généralement négligé, soit :
{\displaystyle \mu _{i}^{\text{l,*}}\!\left(P,T\right)\approx \mu _{i}^{\text{l,*}}\!\left(P_{i}^{\text{sat}},T\right)}
Ceci traduit le fait que les liquides sont généralement peu sensibles à la pression et sont considérés comme incompressibles : leurs propriétés sont considérées, à température donnée, comme étant celles du liquide à saturation à cette même température, quelle que soit la pression. En introduisant cette relation dans (2), il vient :
(4) {\displaystyle \mu _{i}^{\text{l}}\!\left(P,T,x^{\text{l}}\right)\approx \mu _{i}^{\text{l,*}}\!\left(P_{i}^{\text{sat}},T\right)+RT\ln x_{i}^{\text{l}}}
La variation isotherme du potentiel chimique en fonction de la pression permet d'écrire pour le composant {\displaystyle i} pur en phase vapeur :
{\displaystyle \mu _{i}^{\text{g,*}}\!\left(P,T\right)=\mu _{i}^{\text{g,*}}\!\left(P_{i}^{\text{sat}},T\right)+\int _{P_{i}^{\text{sat}}}^{P}{\bar {V}}_{i}^{\text{g,*}}\!\left(P,T\right)\,\mathrm {d} P}
avec {\displaystyle {\bar {V}}_{i}^{\text{g,*}}} le volume molaire du composant {\displaystyle i} à l'état de gaz pur. Si ce gaz est considéré comme parfait alors :
{\displaystyle {\bar {V}}_{i}^{\text{g,*}}\!\left(P,T\right)={\frac {RT}{P}}}
{\displaystyle \mu _{i}^{\text{g,*}}\!\left(P,T\right)=\mu _{i}^{\text{g,*}}\!\left(P_{i}^{\text{sat}},T\right)+RT\int _{P_{i}^{\text{sat}}}^{P}{\mathrm {d} P \over P}=\mu _{i}^{\text{g,*}}\!\left(P_{i}^{\text{sat}},T\right)+RT\ln \!\left({\frac {P}{P_{i}^{\text{sat}}}}\right)}
En introduisant cette relation dans (3), il vient :
(5) {\displaystyle \mu _{i}^{\text{g}}\!\left(P,T,x^{\text{g}}\right)=\mu _{i}^{\text{g,*}}\!\left(P_{i}^{\text{sat}},T\right)+RT\ln \!\left({\frac {P}{P_{i}^{\text{sat}}}}\right)+RT\ln x_{i}^{\text{g}}}
Les relations (4) et (5) permettent donc de réécrire la relation (1) selon :
(6) {\displaystyle \mu _{i}^{\text{l,*}}\!\left(P_{i}^{\text{sat}},T\right)+RT\ln x_{i}^{\text{l}}=\mu _{i}^{\text{g,*}}\!\left(P_{i}^{\text{sat}},T\right)+RT\ln \!\left({\frac {P}{P_{i}^{\text{sat}}}}\right)+RT\ln x_{i}^{\text{g}}}
La relation (1) étant aussi valable pour un corps pur à l'équilibre liquide-vapeur (saturation), celui-ci à la température {\displaystyle T} étant à sa pression de vapeur saturante {\displaystyle P_{i}^{\text{sat}}}, il vient :
{\displaystyle \mu _{i}^{\text{l,*}}\!\left(P_{i}^{\text{sat}},T\right)=\mu _{i}^{\text{g,*}}\!\left(P_{i}^{\text{sat}},T\right)}
La relation (6) produit donc :
{\displaystyle x_{i}^{\text{l}}P_{i}^{\text{sat}}=x_{i}^{\text{g}}P=P_{i}}

### Correction de Poynting
Si l'on ne néglige pas le terme {\displaystyle \int _{P_{i}^{\text{sat}}}^{P}{\bar {V}}_{i}^{\text{l,*}}\!\left(P,T\right)\,\mathrm {d} P} dans l'expression du potentiel chimique en phase liquide, celui-ci dans la relation (4) s'exprime exactement selon :
{\displaystyle \mu _{i}^{\text{l}}\!\left(P,T,x^{\text{l}}\right)=\mu _{i}^{\text{l,*}}\!\left(P_{i}^{\text{sat}},T\right)+\int _{P_{i}^{\text{sat}}}^{P}{\bar {V}}_{i}^{\text{l,*}}\!\left(P,T\right)\,\mathrm {d} P+RT\ln x_{i}^{\text{l}}}
{\displaystyle \mu _{i}^{\text{l}}\!\left(P,T,x^{\text{l}}\right)=\mu _{i}^{\text{l,*}}\!\left(P_{i}^{\text{sat}},T\right)+RT\ln \!\left(x_{i}^{\text{l}}\exp \!\left({\frac {\int _{P_{i}^{\text{sat}}}^{P}{\bar {V}}_{i}^{\text{l,*}}\!\left(P,T\right)\,\mathrm {d} P}{RT}}\right)\right)}
avec {\displaystyle {\bar {V}}_{i}^{\text{l,*}}\!\left(P,T\right)} le volume molaire du composant {\displaystyle i} liquide pur à {\displaystyle P} et {\displaystyle T}. Le facteur exponentiel est appelé correction de Poynting ou facteur de Poynting :
La loi de Raoult avec correction de Poynting devient :
| Loi de Raoult et correction de Poynting pression partielle de {\displaystyle i} : {\displaystyle P_{i}=x_{i}^{\text{g}}P=x_{i}^{\text{l}}P_{i}^{\text{sat}}{\mathcal {P}}_{i}} |

Le liquide pur {\displaystyle i} n'existe de façon stable à la température {\displaystyle T} que pour des pressions {\displaystyle P\geq P_{i}^{\text{sat}}\!\left(T\right)}. Pour des pressions {\displaystyle P<P_{i}^{\text{sat}}\!\left(T\right)} le liquide {\displaystyle i} pur soit n'existe pas, soit existe sous une forme thermodynamiquement instable : on peut alors ne pas trouver de valeur pour {\displaystyle {\bar {V}}_{i}^{\text{l,*}}\!\left(P,T\right)}. Toutefois, les liquides étant peu compressibles, le volume molaire liquide {\displaystyle {\bar {V}}_{i}^{\text{l,*}}} peut être considéré comme indépendant de la pression ; il est souvent donné à saturation du liquide : {\displaystyle {\bar {V}}_{i}^{\text{l,*}}\!\left(P,T\right)\approx {\bar {V}}_{i}^{\text{l,*}}\!\left(P_{i}^{\text{sat}}\!\left(T\right),T\right)\approx {\bar {V}}_{i}^{\text{l,*,sat}}\!\left(T\right)}, auquel cas :
{\displaystyle {\mathcal {P}}_{i}\!\left(P,T\right)\approx \exp \!\left({\frac {{\bar {V}}_{i}^{\text{l,*,sat}}\!\left(T\right)\cdot \left(P-P_{i}^{\text{sat}}\right)}{RT}}\right)}
Ceci permet de calculer la correction de Poynting à toute pression, y compris celles pour lesquelles, à température donnée, le corps {\displaystyle i} pur n'existe pas sous forme de liquide stable.
Aux basses pressions (moins de 10 atm, domaine d'application de la loi des gaz parfaits), la correction de Poynting est négligeable :
{\displaystyle {\mathcal {P}}_{i}\!\left(P,T\right)\approx 1}
Pour un mélange, la relation de Duhem-Margules induit que si l'un des composants suit la loi de Raoult avec correction de Poynting alors les autres composants suivent également la loi de Raoult avec correction de Poynting ou la loi de Henry avec correction de Poynting.
Avec la loi de Raoult sans correction de Poynting, connaissant pour un mélange liquide sa composition (fractions molaires {\displaystyle x_{i}^{\text{l}}}) et la pression de vapeur saturante de chacun des composants {\displaystyle P_{i}^{\text{sat}}} à la température {\displaystyle T}, la pression se calcule explicitement selon :
{\displaystyle P=\sum _{i=1}^{N}x_{i}^{\text{l}}P_{i}^{\text{sat}}}
La loi de Raoult avec correction de Poynting nécessite un calcul itératif, puisque l'expression est implicite en {\displaystyle P} :
{\displaystyle P=\sum _{i=1}^{N}x_{i}^{\text{l}}P_{i}^{\text{sat}}{\mathcal {P}}_{i}\!\left(P,T\right)}

## Limites et extension de la loi de Raoult

### Limites de la loi idéale

#### Écarts des équilibres liquide-vapeur réels

Écarts à la loi de Raoult. S'il existe, le maximum ou le minimum d'une courbe d'équilibre liquide-vapeur d'un mélange binaire réel correspond à un azéotrope (respectivement positif ou négatif).

La loi de Raoult s’applique à des systèmes idéaux dans lesquels les interactions entre molécules de même espèce ou d'espèces différentes sont toutes identiques. Les écarts à la loi de Raoult observés dans les équilibres liquide-vapeur réels peuvent être positifs ou négatifs selon l'attraction électronique des composants du mélange.
Écart positif
Lorsque dans un mélange composé de deux constituants A et B les molécules du même constituant (interactions A-A et B-B) s'attirent plus fortement que les molécules d'espèces différentes entre elles (interaction A-B), l’ajout par exemple de molécules B dans le liquide A pur a pour effet de diminuer les forces d’attraction entre les molécules A et la volatilité de A est augmentée. Il y a alors une déviation positive par rapport à la loi de Raoult : la pression totale de la vapeur en équilibre au-dessus de la solution liquide est supérieure à celle calculée.
Écart négatif
Si, par contre, les molécules de A et de B sont plus attirées entre elles (interaction A-B) que par celles du même constituant (interactions A-A et B-B), l'ajout de molécules B au liquide A pur augmente les forces d’attraction auxquelles sont soumises les molécules A et celles-ci deviennent moins volatiles. Il y a alors une déviation négative par rapport à la loi de Raoult : la pression totale de la vapeur en équilibre au-dessus de la solution liquide est inférieure à celle calculée.
Le plus souvent les pressions d'équilibre d'un mélange binaire réel restent comprises, pour une température donnée, entre les pressions de vapeur saturante des deux composants à cette même température.

#### Les azéotropes
Lorsque le comportement non idéal d'un mélange binaire devient suffisamment important, les pressions d'équilibre du mélange peuvent être soit plus grandes que la plus grande des pressions de vapeur saturante des composants, soit plus petites que la plus petite des pressions de vapeur saturante des composants, ce qui est représenté sur la figure ci-dessus. Dans les deux cas, les courbes d'équilibre liquide-vapeur présentent nécessairement un extrémum (respectivement un maximum et un minimum) qui correspond, en vertu du théorème de Gibbs-Konovalov, à un azéotrope. L'azéotrope est dit positif si sa pression est supérieure à la pression prévue par la loi de Raoult et négatif dans le cas contraire.
La loi de Raoult est fondamentalement incapable de représenter des azéotropes, c'est-à-dire des mélanges pour lesquels, dans certaines conditions de pression, température et composition, le liquide et la vapeur en équilibre ont la même composition. Dans ces conditions la pression d'ébullition et la pression de rosée (voir plus bas) sont égales : un mélange azéotropique se comporte donc comme un corps pur, néanmoins il y a bien plusieurs espèces chimiques en présence. Par exemple, le mélange eau - éthanol contenant 96 % d'éthanol présente un azéotrope à 78,1 °C sous une pression de 1 atm : la loi de Raoult ne peut pas représenter ce mélange.
Un azéotrope est une preuve de non-idéalité du mélange. Dans le cas du mélange eau - éthanol, cette non-idéalité se traduit également par le fait qu'un mélange d'un litre d'eau et d'un litre d'éthanol a un volume de 1,92 litre : les forces d'attraction entre molécules des deux espèces produisent une contraction du volume. La loi de Raoult étant basée sur l'hypothèse de l'idéalité des phases liquide et vapeur, ce type de comportement est donc en dehors de son champ d'application.

#### Cas des gaz dissouts, loi de Henry
La loi de Raoult s'applique à des composants qui présentent une pression de vapeur saturante {\displaystyle P_{i}^{\text{sat}}} à la température {\displaystyle T} du mélange. Pour un gaz dissout, c'est-à-dire un fluide supercritique dont la température critique est inférieure à la température du mélange, soit {\displaystyle T_{{\text{c}},i}<T}, la loi de Raoult n'est pas applicable, puisque le gaz ne possède pas de pression de vapeur saturante à cette température. Pour les gaz dissouts, le pendant de la loi de Raoult est la loi de Henry.
La loi de Henry établit la relation suivante entre la pression partielle {\displaystyle P_{i}} d'un constituant gazeux et sa fraction molaire {\displaystyle x_{i}^{\text{l}}} dans un solvant liquide {\displaystyle s} :
où {\displaystyle k_{{\text{H}},i,s}} est appelé constante de Henry, bien qu'elle dépende de la température et de la pression. La constante de Henry est spécifique du gaz {\displaystyle i} dans le solvant {\displaystyle s}, c'est-à-dire qu'elle doit être déterminée pour chaque couple « gaz {\displaystyle i} - solvant {\displaystyle s} » et n'est pas valable si le gaz {\displaystyle i} est considéré avec un solvant autre que le solvant {\displaystyle s} pour lequel elle a été déterminée.

### Extension aux équilibres liquide-vapeur réels
La loi de Raoult n'est valable que si le liquide et sa vapeur sont tous deux des solutions idéales, la phase gaz étant de surcroît un mélange de gaz parfaits. L'application de la loi de Raoult est donc restreinte à des cas particuliers, pour certains mélanges de produits et certaines plages de température et de pression. Elle constitue néanmoins une base pour calculer les équilibres liquide-vapeur des mélanges réels (y compris les azéotropes) à l'aide de facteurs correctifs tels que les coefficients de fugacité pour la phase gaz et les coefficients d'activité pour la phase liquide :
avec :
- {\displaystyle \phi _{i}^{\text{g}}} le coefficient de fugacité du corps {\displaystyle i} en phase gaz, à {\displaystyle P}, {\displaystyle T} et composition du mélange gazeux ;
- {\displaystyle \phi _{i}^{\text{g,*,sat}}} le coefficient de fugacité du corps {\displaystyle i} pur à saturation en phase gaz, à {\displaystyle P_{i}^{\text{sat}}} et {\displaystyle T} ;
- {\displaystyle \gamma _{i}^{\text{l}}} le coefficient d'activité du corps {\displaystyle i} en phase liquide, à {\displaystyle P}, {\displaystyle T} et composition du mélange liquide ;
- {\displaystyle {\mathcal {P}}_{i}} la correction de Poynting.

## Applications

### Calcul d'un point d'ébullition

#### Pression d'ébullition
La pression d'ébullition d'un mélange, à température donnée, est la pression au-delà de laquelle (pour des pressions plus fortes) le mélange est entièrement liquide : à la pression d'ébullition apparaît la première bulle de vapeur. En deçà de la pression d'ébullition (pour des pressions plus faibles), le mélange présente un équilibre liquide-vapeur, ou est entièrement gazeux (en deçà de la pression de rosée). Soit un mélange liquide de {\displaystyle N} composants, chaque composant {\displaystyle i} étant représenté par sa fraction molaire {\displaystyle x_{i}^{\text{l}}}, à la température {\displaystyle T}.
Nous connaissons la température {\displaystyle T} du mélange, nous pouvons donc calculer la pression de vapeur saturante {\displaystyle P_{i}^{\text{sat}}} de chacun des composants. La composition de la phase liquide est connue. On suppose que tous les composants du mélange suivent la loi de Raoult. La loi de Raoult sans correction de Poynting donne, en sommant sur l'ensemble des constituants :
{\displaystyle \sum _{i=1}^{N}x_{i}^{\text{l}}P_{i}^{\text{sat}}=\sum _{i=1}^{N}x_{i}^{\text{g}}P=\left(\sum _{i=1}^{N}x_{i}^{\text{g}}\right)P=P}
La pression d'ébullition {\displaystyle P_{\text{b}}} se calcule donc selon, :
| Pression d'ébullition : {\displaystyle P_{\text{b}}=\sum _{i=1}^{N}x_{i}^{\text{l}}P_{i}^{\text{sat}}} |

Toutefois avec la correction de Poynting {\displaystyle {\mathcal {P}}_{i}\!\left(P\right)=\exp \!\left({\frac {\int _{P_{i}^{\text{sat}}}^{P}{\bar {V}}_{i}^{\text{l,*}}\!\left(P,T\right)\,\mathrm {d} P}{RT}}\right)} le calcul n'est pas explicite. En effet, l'équation à résoudre en {\displaystyle P} devient :
{\displaystyle P_{\text{b}}=\sum _{i=1}^{N}x_{i}^{\text{l}}P_{i}^{\text{sat}}{\mathcal {P}}_{i}\!\left(P_{\text{b}}\right)}
On pourra employer la méthode du point fixe. Soit la fonction {\displaystyle f} de {\displaystyle P} :
{\displaystyle f\!\left(P\right)=\sum _{i=1}^{N}x_{i}^{\text{l}}P_{i}^{\text{sat}}{\mathcal {P}}_{i}\!\left(P\right)}
On initialise le calcul par la solution obtenue par la loi de Raoult sans correction de Poynting :
{\displaystyle P_{0}=\sum _{i=1}^{N}x_{i}^{\text{l}}P_{i}^{\text{sat}}}
puis on calcule la pression {\displaystyle P_{n+1}} à partir de la pression {\displaystyle P_{n}} obtenue à l'itération précédente par :
{\displaystyle P_{n+1}=f\!\left(P_{n}\right)}
jusqu'à une erreur {\displaystyle \epsilon } acceptable :
{\displaystyle \left|P_{n+1}-P_{n}\right|<\epsilon }
Exemple
On considère un mélange d'hydrocarbures aromatiques dans les conditions données par le tableau suivant.
| Constituant {\displaystyle i} | Fraction molaire liquide {\displaystyle x_{i}^{\text{l}}} | Pression de vapeur saturante {\displaystyle P_{i}^{\text{sat}}} en mmHg |
| ----------------------------- | --------------------------------------------------------- | ----------------------------------------------------------------------- |
| Benzène                       | 0,4                                                       | 271,29                                                                  |
| Toluène                       | 0,4                                                       | 92,11                                                                   |
| Éthylbenzène                  | 0,2                                                       | 35,16                                                                   |

La pression de bulle est de {\displaystyle P_{\text{b}}} = 0,4 × 271,29 + 0,4 × 92,11 + 0,2 × 35,16 = 152,39 mmHg.

#### Température d'ébullition
La température d'ébullition d'un mélange, à pression donnée, est la température en deçà de laquelle (pour des températures plus basses) le mélange est entièrement liquide : à la température d'ébullition apparaît la première bulle de vapeur. Au-delà de la température d'ébullition (pour des températures plus élevées), le mélange présente un équilibre liquide-vapeur, ou est entièrement gazeux (au-delà de la température de rosée). Soit un mélange liquide de {\displaystyle N} composants, chaque composant {\displaystyle i} étant représenté par sa fraction molaire {\displaystyle x_{i}^{\text{l}}}, à la pression {\displaystyle P}.
La solution n'est pas explicite, car l'expression de la loi de Raoult (avec ou sans correction de Poynting) n'est pas explicite en température. La pression étant donnée et la température étant l'inconnue, les pressions de vapeur saturante {\displaystyle P_{i}^{\text{sat}}=P_{i}^{\text{sat}}\!\left(T\right)} et les corrections de Poynting {\displaystyle {\mathcal {P}}_{i}\!\left(T\right)=\exp \!\left({\frac {\int _{P_{i}^{\text{sat}}}^{P}{\bar {V}}_{i}^{\text{l,*}}\!\left(P,T\right)\,\mathrm {d} P}{RT}}\right)} sont des fonctions de {\displaystyle T}. Si l'on pose la fonction {\displaystyle f} de la température {\displaystyle T} :
{\displaystyle f\!\left(T\right)=\sum _{i=1}^{N}x_{i}^{\text{l}}P_{i}^{\text{sat}}\!\left(T\right){\mathcal {P}}_{i}\!\left(T\right)}
la température d'ébullition {\displaystyle T_{\text{b}}} est la solution de l'équation : {\displaystyle f\!\left(T\right)=P}, la pression {\displaystyle P} étant une donnée du problème. On pourra travailler par itérations imbriquées, en faisant varier la température {\displaystyle T} et en calculant la pression d'ébullition correspondante jusqu'à ce que cette pression soit la pression de l'énoncé,.

### Calcul d'un point de rosée

#### Pression de rosée
La pression de rosée d'un mélange, à température donnée, est la pression en deçà de laquelle (pour des pressions plus faibles) le mélange est entièrement gazeux : à la pression de rosée apparaît la première goutte de liquide. Au-delà de la pression de rosée (pour des pressions plus fortes), le mélange présente un équilibre liquide-vapeur, ou est entièrement liquide (au-delà de la pression d'ébullition). Soit un mélange gazeux de {\displaystyle N} composants, chaque composant {\displaystyle i} étant représenté par sa fraction molaire {\displaystyle x_{i}^{\text{g}}}, à la température {\displaystyle T}.
Nous connaissons la température {\displaystyle T} du mélange, nous pouvons donc calculer la pression de vapeur saturante {\displaystyle P_{i}^{\text{sat}}} de chacun des composants. La composition de la phase vapeur est connue. On suppose que tous les composants du mélange suivent la loi de Raoult. La loi de Raoult sans correction de Poynting donne pour tout constituant {\displaystyle i} :
{\displaystyle {x_{i}^{\text{g}} \over P_{i}^{\text{sat}}}={x_{i}^{\text{l}} \over P}}
et, en sommant sur l'ensemble des constituants :
{\displaystyle \sum _{i=1}^{N}{x_{i}^{\text{g}} \over P_{i}^{\text{sat}}}={\sum _{i=1}^{N}x_{i}^{\text{l}} \over P}={1 \over P}}
La pression de rosée {\displaystyle P_{\text{r}}} se calcule donc selon, :
| Pression de rosée : {\displaystyle {1 \over P_{\text{r}}}=\sum _{i=1}^{N}{x_{i}^{\text{g}} \over P_{i}^{\text{sat}}}} |

Toutefois avec la correction de Poynting {\displaystyle {\mathcal {P}}_{i}\!\left(P\right)=\exp \!\left({\frac {\int _{P_{i}^{\text{sat}}}^{P}{\bar {V}}_{i}^{\text{l,*}}\!\left(P,T\right)\,\mathrm {d} P}{RT}}\right)} le calcul n'est pas explicite. En effet, l'équation à résoudre en {\displaystyle P} devient :
{\displaystyle {1 \over P_{\text{r}}}=\sum _{i=1}^{N}{x_{i}^{\text{g}} \over P_{i}^{\text{sat}}{\mathcal {P}}_{i}\!\left(P_{\text{r}}\right)}}
On pourra employer la méthode du point fixe. Soit la fonction {\displaystyle f} de {\displaystyle P} :
{\displaystyle f\!\left(P\right)=\sum _{i=1}^{N}{x_{i}^{\text{g}} \over P_{i}^{\text{sat}}{\mathcal {P}}_{i}\!\left(P\right)}}
On initialise le calcul par la solution obtenue par la loi de Raoult sans correction de Poynting :
{\displaystyle {1 \over P_{0}}=\sum _{i=1}^{N}{x_{i}^{\text{g}} \over P_{i}^{\text{sat}}}}
puis on calcule la pression {\displaystyle P_{n+1}} à partir de la pression {\displaystyle P_{n}} obtenue à l'itération précédente par :
{\displaystyle {1 \over P_{n+1}}=f\!\left(P_{n}\right)}
jusqu'à une erreur {\displaystyle \epsilon } acceptable :
{\displaystyle \left|P_{n+1}-P_{n}\right|<\epsilon }
Exemple
On considère un mélange d'hydrocarbures aromatiques dans les conditions données par le tableau suivant.
| Constituant {\displaystyle i} | Fraction molaire vapeur {\displaystyle x_{i}^{\text{g}}} | Pression de vapeur saturante {\displaystyle P_{i}^{\text{sat}}} en mmHg |
| ----------------------------- | -------------------------------------------------------- | ----------------------------------------------------------------------- |
| Benzène                       | 0,4                                                      | 271,29                                                                  |
| Toluène                       | 0,4                                                      | 92,11                                                                   |
| Éthylbenzène                  | 0,2                                                      | 35,16                                                                   |

La pression de rosée est de {\displaystyle P_{\text{r}}={1 \over {0{,}4 \over 271{,}29}+{0{,}4 \over 92{,}11}+{0{,}2 \over 35{,}16}}} = 86,92 mmHg.

#### Température de rosée
La température de rosée d'un mélange, à pression donnée, est la température au-delà de laquelle (pour des températures plus élevées) le mélange est entièrement gazeux : à la température de rosée apparaît la première goutte de liquide. En deçà de la température de rosée (pour des températures plus basses), le mélange présente un équilibre liquide-vapeur, ou est entièrement liquide (en deçà de la température d'ébullition). Soit un mélange gazeux de {\displaystyle N} composants, chaque composant {\displaystyle i} étant représenté par sa fraction molaire {\displaystyle x_{i}^{\text{g}}}, à la pression {\displaystyle P}.
La solution n'est pas explicite, car l'expression de la loi de Raoult (avec ou sans correction de Poynting) n'est pas explicite en température. La pression étant donnée et la température étant l'inconnue, les pressions de vapeur saturante {\displaystyle P_{i}^{\text{sat}}=P_{i}^{\text{sat}}\!\left(T\right)} et les corrections de Poynting {\displaystyle {\mathcal {P}}_{i}\!\left(T\right)=\exp \!\left({\frac {\int _{P_{i}^{\text{sat}}}^{P}{\bar {V}}_{i}^{\text{l,*}}\!\left(P,T\right)\,\mathrm {d} P}{RT}}\right)} sont des fonctions de {\displaystyle T}. Si l'on pose la fonction {\displaystyle f} de la température {\displaystyle T} :
{\displaystyle f\!\left(T\right)=\sum _{i=1}^{N}{x_{i}^{\text{g}} \over P_{i}^{\text{sat}}\!\left(T\right){\mathcal {P}}_{i}\!\left(T\right)}}
la température de rosée {\displaystyle T_{\text{r}}} est la solution de l'équation : {\displaystyle f\!\left(T\right)={1 \over P}}, la pression {\displaystyle P} étant une donnée du problème. On pourra travailler par itérations imbriquées, en faisant varier la température {\displaystyle T} et en calculant la pression de rosée correspondante jusqu'à ce que cette pression soit la pression de l'énoncé,.

### Calcul d'un équilibre liquide-vapeur

#### Énoncé du problème
Soit, à pression {\displaystyle P} et température {\displaystyle T} données, un mélange de {\displaystyle N} constituants, chaque constituant {\displaystyle i} étant représenté par la quantité {\displaystyle n_{i}}. On cherche à déterminer la composition des phases vapeur et liquide en présence.
Nous avons {\displaystyle 2\cdot N} inconnues, il s'agit en effet de calculer pour chacun des {\displaystyle N} constituants :
- {\displaystyle n_{i}^{\text{g}}} la quantité du constituant {\displaystyle i} en phase vapeur ;
- {\displaystyle n_{i}^{\text{l}}} la quantité du constituant {\displaystyle i} en phase liquide.

Soient :
- {\displaystyle n^{\text{g}}=\sum _{i=1}^{N}n_{i}^{\text{g}}} la quantité de matière totale en phase vapeur (inconnue) ;
- {\displaystyle n^{\text{l}}=\sum _{i=1}^{N}n_{i}^{\text{l}}} la quantité de matière totale en phase liquide (inconnue) ;
- {\displaystyle x_{i}^{\text{g}}={n_{i}^{\text{g}} \over n^{\text{g}}}} la fraction molaire du constituant {\displaystyle i} en phase vapeur (inconnue) ;
- {\displaystyle x_{i}^{\text{l}}={n_{i}^{\text{l}} \over n^{\text{l}}}} la fraction molaire du constituant {\displaystyle i} en phase liquide (inconnue).

On suppose que tous les composants du mélange suivent la loi de Raoult. La pression et la température étant données, les pressions de vapeur saturante {\displaystyle P_{i}^{\text{sat}}=P_{i}^{\text{sat}}\!\left(T\right)} et les corrections de Poynting {\displaystyle {\mathcal {P}}_{i}\!\left(P,T\right)=\exp \!\left({\frac {\int _{P_{i}^{\text{sat}}}^{P}{\bar {V}}_{i}^{\text{l,*}}\!\left(P,T\right)\,\mathrm {d} P}{RT}}\right)} sont des constantes. On définit pour chacun des {\displaystyle N} constituants le coefficient de partage {\displaystyle K_{i}}, qui est une constante en appliquant la loi de Raoult à pression et température données :
Nous avons les {\displaystyle 2\cdot N} équations :
- équilibres selon la loi de Raoult : {\displaystyle x_{i}^{\text{g}}=K_{i}x_{i}^{\text{l}}} ;
- bilans de matière : {\displaystyle n_{i}=n_{i}^{\text{l}}+n_{i}^{\text{g}}}.

#### Réduction du problème
Soit {\displaystyle n} la quantité de matière totale considérée, il s'agit d'une valeur connue du problème. On a, par bilan de matière global :
{\displaystyle n=\sum _{i=1}^{N}n_{i}=n^{\text{g}}+n^{\text{l}}}
Soit pour chacun des {\displaystyle N} constituants la fraction molaire globale, notée {\displaystyle x_{i}} :
Puisque l'on connaît la quantité de matière {\displaystyle n_{i}} de chacun des {\displaystyle N} constituants, les fractions molaires {\displaystyle x_{i}} sont connues également.
On définit d'autre part {\displaystyle \tau ^{\text{g}}} la fraction molaire globale de la phase vapeur, ou taux de vaporisation :
Cette grandeur est une inconnue du problème. Le système de {\displaystyle 2\cdot N} équations à {\displaystyle 2\cdot N} inconnues est réduit à une équation à une inconnue, {\displaystyle \tau ^{\text{g}}}, due à Rachford et Rice (1952),,, :
| Équation de Rachford-Rice : {\displaystyle f\!\left(\tau ^{\text{g}}\right)=\sum _{i=1}^{N}{\left(K_{i}-1\right)x_{i} \over 1+\left(K_{i}-1\right)\tau ^{\text{g}}}=0} |

On peut résoudre cette équation sur l'intervalle {\displaystyle 0\leq \tau ^{\text{g}}\leq 1} par la méthode de Newton, en considérant la dérivée {\displaystyle f'} de la fonction {\displaystyle f} :
{\displaystyle f'\!\left(\tau ^{\text{g}}\right)=-\sum _{i=1}^{N}{\left(K_{i}-1\right)^{2}x_{i} \over \left(1+\left(K_{i}-1\right)\tau ^{\text{g}}\right)^{2}}}
On remarque que {\displaystyle f'<0}, ce qui indique que {\displaystyle f} est décroissante.
On initialise le calcul avec {\displaystyle \tau _{0}^{\text{g}}=0,5}, puis on procède par itérations successives selon :
{\displaystyle \tau _{n+1}^{\text{g}}=\tau _{n}^{\text{g}}-{f\!\left(\tau _{n}^{\text{g}}\right) \over f'\!\left(\tau _{n}^{\text{g}}\right)}}
jusqu'à une erreur {\displaystyle \epsilon } acceptable :
{\displaystyle \left|\tau _{n+1}^{\text{g}}-\tau _{n}^{\text{g}}\right|<\epsilon }
Les fractions molaires sont ensuite calculées par :
{\displaystyle x_{i}^{\text{g}}={K_{i}x_{i} \over 1+\left(K_{i}-1\right)\tau ^{\text{g}}}}
{\displaystyle x_{i}^{\text{l}}={x_{i} \over 1+\left(K_{i}-1\right)\tau ^{\text{g}}}}
et les quantités globales respectives des deux phases par :
{\displaystyle n^{\text{g}}=\tau ^{\text{g}}n}
{\displaystyle n^{\text{l}}=\left(1-\tau ^{\text{g}}\right)n}
d'où l'on obtient finalement les quantités dans chaque phase pour chacun des {\displaystyle N} constituants :
{\displaystyle n_{i}^{\text{g}}=x_{i}^{\text{g}}n^{\text{g}}}
{\displaystyle n_{i}^{\text{l}}=x_{i}^{\text{l}}n^{\text{l}}}
Note - autre forme de l'équation de Rachford-Rice
Plutôt que de rechercher le taux de vaporisation {\displaystyle \tau ^{\text{g}}}, on peut rechercher le taux de liquéfaction {\displaystyle \tau ^{\text{l}}} défini par :
{\displaystyle \tau ^{\text{l}}={n^{\text{l}} \over n^{\text{l}}+n^{\text{g}}}=1-\tau ^{\text{g}}}
L'équation de Rachford-Rice se présente alors sous la forme :
{\displaystyle f\left(\tau ^{\text{l}}\right)=\sum _{i=1}^{N}{\left(K_{i}-1\right)x_{i} \over K_{i}-\left(K_{i}-1\right)\tau ^{\text{l}}}=0}
Cette fonction est monotone strictement croissante en {\displaystyle \tau ^{\text{l}}} pour {\displaystyle 0\leq \tau ^{\text{l}}\leq 1}.

#### Résolution du problème
Avant de calculer un équilibre liquide-vapeur, il est nécessaire de vérifier que le mélange n'est pas monophasique, soit uniquement liquide ou gazeux.
À température donnée, le coefficient de partage de chacun des {\displaystyle N} constituants est une fonction de la pression :
{\displaystyle K_{i}\!\left(P\right)={P_{i}^{\text{sat}}{\mathcal {P}}_{i}\!\left(P\right) \over P}}
Lorsque la pression est supérieure à la pression d'ébullition, soit {\displaystyle P>P_{\text{b}}}, le mélange est entièrement liquide. Pour une composition donnée, la fonction {\displaystyle f\!\left(P\right)=\sum _{i=1}^{N}x_{i}K_{i}\!\left(P\right)} est une fonction décroissante de la pression. Lorsque {\displaystyle f\!\left(P\right)=1} la pression est la pression d'ébullition {\displaystyle P_{\text{b}}} aux température et composition données. Lorsque {\displaystyle P>P_{\text{b}}} on a {\displaystyle f\!\left(P\right)<1}.
Lorsque la pression est inférieure à la pression de rosée, soit {\displaystyle P<P_{\text{r}}}, le mélange est entièrement gazeux. Pour une composition donnée, la fonction {\displaystyle g\!\left(P\right)=\sum _{i=1}^{N}{x_{i} \over K_{i}\!\left(P\right)}} est une fonction croissante de la pression. Lorsque {\displaystyle g\!\left(P\right)=1} la pression est la pression de rosée {\displaystyle P_{\text{r}}} aux température et composition données. Lorsque {\displaystyle P<P_{\text{r}}} on a {\displaystyle g\!\left(P\right)<1}.
Algorithme de calcul
On effectuera par conséquent le calcul selon l'algorithme suivant :
1. à pression, température et composition de l'énoncé calculer la fraction molaire globale {\displaystyle x_{i}} et le coefficient de partage {\displaystyle K_{i}} pour chacun des {\displaystyle N} constituants ;
2. si {\displaystyle \sum _{i=1}^{N}x_{i}K_{i}<1} le mélange est entièrement liquide, {\displaystyle \tau ^{\text{g}}=0} et pour tout constituant {\displaystyle x_{i}^{\text{l}}=x_{i}}, fin du calcul ;
3. si {\displaystyle \sum _{i=1}^{N}{x_{i} \over K_{i}}<1} le mélange est entièrement gazeux, {\displaystyle \tau ^{\text{g}}=1} et pour tout constituant {\displaystyle x_{i}^{\text{g}}=x_{i}}, fin du calcul ;
4. sinon, le mélange est biphasique et présente un équilibre liquide-vapeur, résoudre l'équation de Rachford-Rice : {\displaystyle \sum _{i=1}^{N}{\left(K_{i}-1\right)x_{i} \over 1+\left(K_{i}-1\right)\tau ^{\text{g}}}=0}.

Dans le cas d'un mélange binaire, impliquant les constituants {\displaystyle {\text{A}}} et {\displaystyle {\text{B}}}, après avoir vérifié la présence de deux phases comme précédemment, on calcule plus rapidement les compositions des phases selon :
- {\displaystyle x_{\text{A}}^{\text{l}}={1-K_{\text{B}} \over K_{\text{A}}-K_{\text{B}}}} ;
- {\displaystyle x_{\text{B}}^{\text{l}}=1-x_{\text{A}}^{\text{l}}} ;
- {\displaystyle x_{\text{A}}^{\text{g}}=K_{\text{A}}x_{\text{A}}^{\text{l}}} ;
- {\displaystyle x_{\text{B}}^{\text{g}}=1-x_{\text{A}}^{\text{g}}} ;
- {\displaystyle \tau ^{\text{g}}={x_{\text{A}}-x_{\text{A}}^{\text{l}} \over x_{\text{A}}^{\text{g}}-x_{\text{A}}^{\text{l}}}}.

Exemple
On considère un mélange d'hydrocarbures dans les conditions données par le tableau suivant.
| Constituant {\displaystyle i} | Fraction molaire globale {\displaystyle x_{i}} | Coefficient de partage {\displaystyle K_{i}} |
| ----------------------------- | ---------------------------------------------- | -------------------------------------------- |
| Propane                       | 0,2                                            | 2,525                                        |
| n-Butane                      | 0,3                                            | 0,7708                                       |
| Isobutane                     | 0,4                                            | 1,066                                        |
| n-Pentane                     | 0,05                                           | 0,2401                                       |
| Isopentane                    | 0,05                                           | 0,3140                                       |

On a {\displaystyle \sum _{i=1}^{N}x_{i}K_{i}=1{,}1903} et {\displaystyle \sum _{i=1}^{N}{x_{i} \over K_{i}}=1{,}2113}. Le mélange est donc biphasique. Les résultats sont reportés dans le tableau suivant.
| Taux de vaporisation {\displaystyle \tau ^{\text{g}}} | 0,524                                                     | 0,524                                                    |
| Constituant {\displaystyle i}                         | Fraction molaire liquide {\displaystyle x_{i}^{\text{l}}} | Fraction molaire vapeur {\displaystyle x_{i}^{\text{g}}} |
| Propane                                               | 0,1112                                                    | 0,2807                                                   |
| n-Butane                                              | 0,3409                                                    | 0,2628                                                   |
| Isobutane                                             | 0,3867                                                    | 0,4121                                                   |
| n-Pentane                                             | 0,0831                                                    | 0,0199                                                   |
| Isopentane                                            | 0,0781                                                    | 0,0245                                                   |

### Diagrammes de phase binaires idéaux

#### Principe
La relation de Duhem-Margules induit que dans un mélange binaire si l'un des corps suit la loi de Raoult alors le deuxième suit également la loi de Raoult (ou la loi de Henry). On considère par conséquent deux corps {\displaystyle {\text{A}}} et {\displaystyle {\text{B}}} suivant la loi de Raoult à l'équilibre liquide-vapeur. On a six inconnues :
- la température {\displaystyle T} ;
- la pression {\displaystyle P} ;
- la fraction molaire du corps {\displaystyle {\text{A}}} en phase vapeur {\displaystyle x_{\text{A}}^{\text{g}}} ;
- la fraction molaire du corps {\displaystyle {\text{A}}} en phase liquide {\displaystyle x_{\text{A}}^{\text{l}}} ;
- la fraction molaire du corps {\displaystyle {\text{B}}} en phase vapeur {\displaystyle x_{\text{B}}^{\text{g}}} ;
- la fraction molaire du corps {\displaystyle {\text{B}}} en phase liquide {\displaystyle x_{\text{B}}^{\text{l}}} ;

et quatre équations :
- la loi de Raoult pour le corps {\displaystyle {\text{A}}} : {\displaystyle x_{\text{A}}^{\text{g}}P=x_{\text{A}}^{\text{l}}P_{\text{A}}^{\text{sat}}} ;
- la loi de Raoult pour le corps {\displaystyle {\text{B}}} : {\displaystyle x_{\text{B}}^{\text{g}}P=x_{\text{B}}^{\text{l}}P_{\text{B}}^{\text{sat}}} ;
- la contrainte sur les fractions molaires de la phase vapeur : {\displaystyle x_{\text{A}}^{\text{g}}+x_{\text{B}}^{\text{g}}=1} ;
- la contrainte sur les fractions molaires de la phase liquide : {\displaystyle x_{\text{A}}^{\text{l}}+x_{\text{B}}^{\text{l}}=1}.

Les pressions de vapeur saturante {\displaystyle P_{\text{A}}^{\text{sat}}} et {\displaystyle P_{\text{B}}^{\text{sat}}} sont des fonctions de la température.
On a donc deux degrés de liberté, conformément à la règle des phases : on peut étudier l'équilibre liquide-vapeur de ce système en fixant deux paramètres parmi les six inconnues définies plus haut. Par exemple, en fixant la température (diagrammes isothermes), on peut :
- fixer la composition du liquide et calculer la pression : on obtient le point d'ébullition ;
- fixer la composition du gaz et calculer la pression : on obtient le point de rosée ;
- fixer la composition du liquide et calculer la composition du gaz (et inversement).

On peut de façon similaire fixer la pression (diagrammes isobares) et la composition de l'une des phases pour calculer la température d'équilibre ou la composition de l'autre phase.

#### Diagrammes isothermes

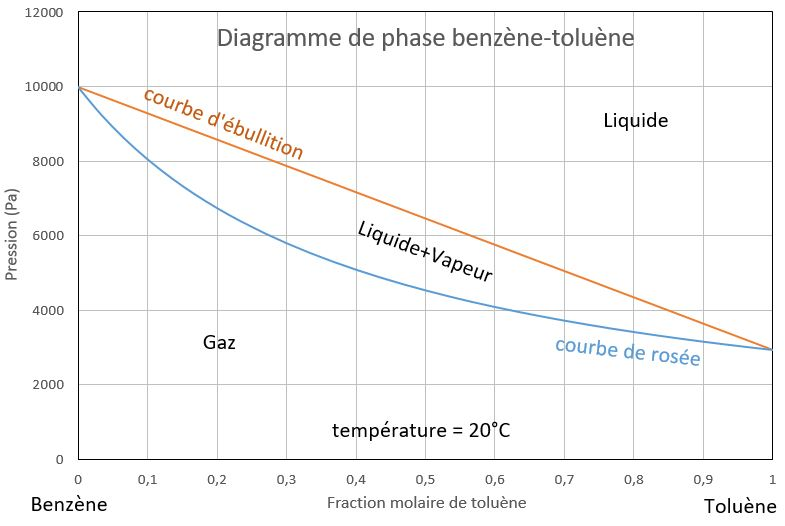
Diagramme binaire isotherme du mélange benzène-toluène obtenu avec la loi de Raoult. Pression en fonction de la fraction molaire du toluène.

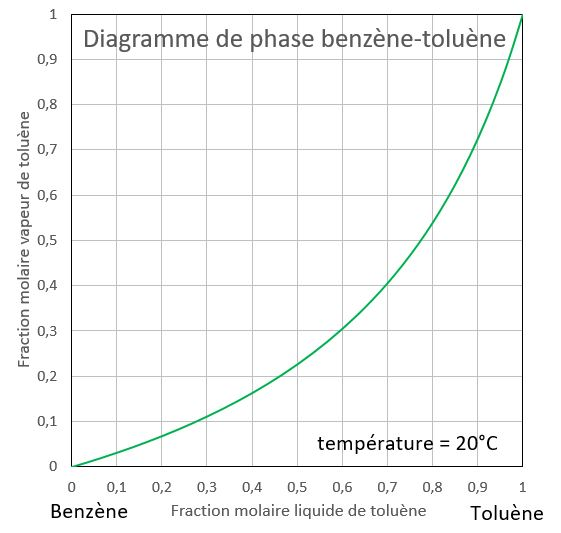
Diagramme binaire isotherme du mélange benzène-toluène obtenu avec la loi de Raoult. Fraction molaire vapeur du toluène en fonction de la fraction molaire liquide du même corps.

La température {\displaystyle T} est fixée. On veut tracer l'évolution de la pression {\displaystyle P} en fonction de la composition.
Puisque la température est fixée, les pressions de vapeur saturante {\displaystyle P_{\text{A}}^{\text{sat}}} et {\displaystyle P_{\text{B}}^{\text{sat}}} sont constantes.
En considérant la contrainte sur la composition de la vapeur et la loi de Raoult :
{\displaystyle 1=x_{\text{A}}^{\text{g}}+x_{\text{B}}^{\text{g}}=x_{\text{A}}^{\text{l}}{P_{\text{A}}^{\text{sat}} \over P}+x_{\text{B}}^{\text{l}}{P_{\text{B}}^{\text{sat}} \over P}}
{\displaystyle P=x_{\text{A}}^{\text{l}}P_{\text{A}}^{\text{sat}}+x_{\text{B}}^{\text{l}}P_{\text{B}}^{\text{sat}}}
Si l'on choisit, arbitrairement, le corps {\displaystyle {\text{B}}} comme référence, avec la contrainte sur la composition liquide on a :
{\displaystyle P=\left(1-x_{\text{B}}^{\text{l}}\right)P_{\text{A}}^{\text{sat}}+x_{\text{B}}^{\text{l}}P_{\text{B}}^{\text{sat}}}
On obtient la formule de la courbe d'ébullition :
En considérant la contrainte sur la composition du liquide et la loi de Raoult :
{\displaystyle 1=x_{\text{A}}^{\text{l}}+x_{\text{B}}^{\text{l}}=x_{\text{A}}^{\text{g}}{P \over P_{\text{A}}^{\text{sat}}}+x_{\text{B}}^{\text{g}}{P \over P_{\text{B}}^{\text{sat}}}}
{\displaystyle {1 \over P}={x_{\text{A}}^{\text{g}} \over P_{\text{A}}^{\text{sat}}}+{x_{\text{B}}^{\text{g}} \over P_{\text{B}}^{\text{sat}}}}
Si l'on choisit, arbitrairement, le corps {\displaystyle {\text{B}}} comme référence, avec la contrainte sur la composition vapeur on a :
{\displaystyle {1 \over P}={1-x_{\text{B}}^{\text{g}} \over P_{\text{A}}^{\text{sat}}}+{x_{\text{B}}^{\text{g}} \over P_{\text{B}}^{\text{sat}}}=\left({1 \over P_{\text{B}}^{\text{sat}}}-{1 \over P_{\text{A}}^{\text{sat}}}\right)x_{\text{B}}^{\text{g}}+{1 \over P_{\text{A}}^{\text{sat}}}}
On obtient la formule de la courbe de rosée :
La courbe d'ébullition est un segment de droite. La courbe de rosée est un arc d'hyperbole. Les deux courbes ne peuvent donc s'intercepter qu'en deux points, ces points correspondent aux points d'ébullition des deux corps purs, soit {\displaystyle \left(x_{\text{B}}^{\text{l}}=x_{\text{B}}^{\text{g}}=0,P=P_{\text{A}}^{\text{sat}}\right)} et {\displaystyle \left(x_{\text{B}}^{\text{l}}=x_{\text{B}}^{\text{g}}=1,P=P_{\text{B}}^{\text{sat}}\right)}. La loi de Raoult est ainsi incapable de représenter un azéotrope, point auquel le liquide et la vapeur d'un mélange binaire ont la même composition.
Il est également possible de tracer la courbe de composition d'une phase en fonction de la composition de l'autre phase, par exemple de la vapeur en fonction du liquide : {\displaystyle x_{\text{B}}^{\text{g}}=x_{\text{B}}^{\text{g}}\!\left(x_{\text{B}}^{\text{l}}\right)}. En effet, à la température {\displaystyle T} fixée la pression est donnée par les deux relations :
{\displaystyle P=\left(P_{\text{B}}^{\text{sat}}-P_{\text{A}}^{\text{sat}}\right)x_{\text{B}}^{\text{l}}+P_{\text{A}}^{\text{sat}}={P_{\text{A}}^{\text{sat}}P_{\text{B}}^{\text{sat}} \over \left(P_{\text{A}}^{\text{sat}}-P_{\text{B}}^{\text{sat}}\right)x_{\text{B}}^{\text{g}}+P_{\text{B}}^{\text{sat}}}}
On obtient par conséquent :

#### Diagrammes isobares

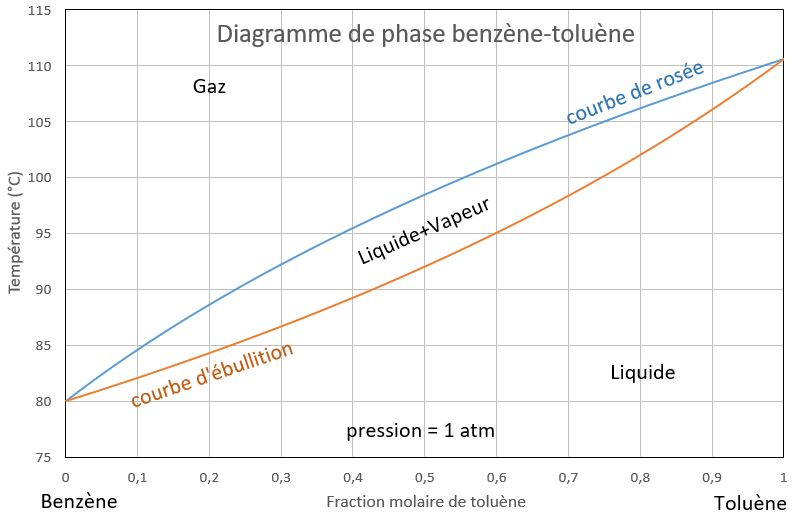
Diagramme binaire isobare du mélange benzène-toluène obtenu avec la loi de Raoult. Température en fonction de la fraction molaire du toluène.

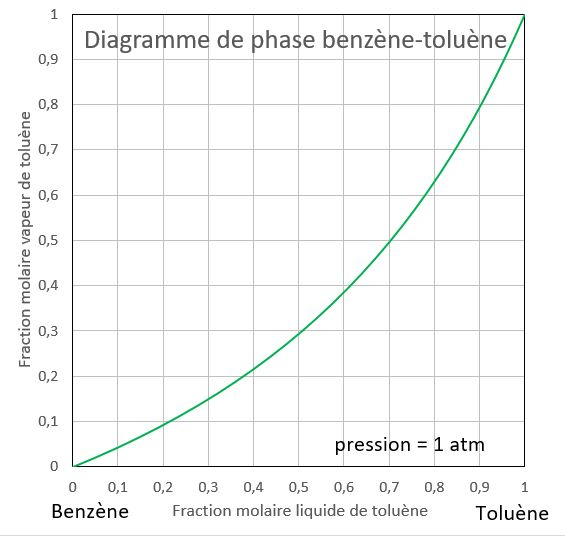
Diagramme binaire isobare du mélange benzène-toluène obtenu avec la loi de Raoult. Fraction molaire vapeur du toluène en fonction de la fraction molaire liquide du même corps.

La pression {\displaystyle P} est fixée. On veut tracer l'évolution de la température {\displaystyle T} en fonction de la composition.
Les pressions de vapeur saturante {\displaystyle P_{\text{A}}^{\text{sat}}} et {\displaystyle P_{\text{B}}^{\text{sat}}} sont des fonctions de la température. Il est donc nécessaire de disposer de corrélations permettant cette évaluation. En intégrant la formule de Clausius-Clapeyron, la pression de vapeur saturante d'un corps pur {\displaystyle i} peut être écrite, par exemple, selon la formule de Rankine :
{\displaystyle \ln \!\left({P_{i}^{\text{sat}} \over P}\right)=-{\Delta _{\text{vap}}H_{i} \over R}\left[{1 \over T}-{1 \over T_{{\text{éb}},i}}\right]}
avec :
- {\displaystyle T_{{\text{éb}},i}} la température d'ébullition du corps pur {\displaystyle i} sous la pression {\displaystyle P}, il s'agit d'une constante ;
- {\displaystyle P_{i}^{\text{sat}}} la pression de vapeur saturante du corps pur {\displaystyle i} à la température {\displaystyle T} ; il s'agit donc d'une fonction telle que {\displaystyle P_{i}^{\text{sat}}=P_{i}^{\text{sat}}\!\left(T\right)}, et en particulier {\displaystyle P=P_{i}^{\text{sat}}\!\left(T_{{\text{éb}},i}\right)} ;
- {\displaystyle \Delta _{\text{vap}}H_{i}} l'enthalpie de vaporisation du corps pur {\displaystyle i} à la température {\displaystyle T_{{\text{éb}},i}} (donc sous la pression {\displaystyle P}), supposée constante dans l'établissement de la formule de Rankine (l'enthalpie de vaporisation dépend normalement de la température).

On pose les coefficients de partage :
{\displaystyle K_{\text{A}}\!\left(T\right)={P_{\text{A}}^{\text{sat}}\!\left(T\right) \over P}={x_{\text{A}}^{\text{g}} \over x_{\text{A}}^{\text{l}}}}
{\displaystyle K_{\text{B}}\!\left(T\right)={P_{\text{B}}^{\text{sat}}\!\left(T\right) \over P}={x_{\text{B}}^{\text{g}} \over x_{\text{B}}^{\text{l}}}}
En considérant la contrainte sur la composition de la vapeur et la loi de Raoult :
{\displaystyle 1=x_{\text{A}}^{\text{g}}+x_{\text{B}}^{\text{g}}=x_{\text{A}}^{\text{l}}K_{\text{A}}+x_{\text{B}}^{\text{l}}K_{\text{B}}}
Avec la contrainte sur la composition du liquide on a :
{\displaystyle 1=x_{\text{A}}^{\text{l}}K_{\text{A}}+\left(1-x_{\text{A}}^{\text{l}}\right)K_{\text{B}}=\left(1-x_{\text{B}}^{\text{l}}\right)K_{\text{A}}+x_{\text{B}}^{\text{l}}K_{\text{B}}}
d'où :
Avec la loi de Raoult on obtient :
Ainsi, en imposant la température {\displaystyle T}, la pression {\displaystyle P} étant donnée, on peut calculer {\displaystyle K_{\text{A}}} et {\displaystyle K_{\text{B}}}, puis {\displaystyle x_{\text{A}}^{\text{l}}}, {\displaystyle x_{\text{B}}^{\text{l}}}, {\displaystyle x_{\text{A}}^{\text{g}}} et {\displaystyle x_{\text{B}}^{\text{g}}}. Si l'on choisit, arbitrairement, le corps {\displaystyle {\text{B}}} comme référence, en faisant varier la température {\displaystyle T} entre {\displaystyle T_{{\text{éb}},{\text{A}}}} et {\displaystyle T_{{\text{éb}},{\text{B}}}}, la courbe {\displaystyle T=T\!\left(x_{\text{B}}^{\text{l}}\right)} est la courbe d'ébullition, la courbe {\displaystyle T=T\!\left(x_{\text{B}}^{\text{g}}\right)} est la courbe de rosée.
Il est également possible de tracer la courbe de composition d'une phase en fonction de la composition de l'autre phase, par exemple de la vapeur en fonction du liquide : {\displaystyle x_{\text{B}}^{\text{g}}=x_{\text{B}}^{\text{g}}\!\left(x_{\text{B}}^{\text{l}}\right)}. Il suffit, à la pression {\displaystyle P} fixée :
1. de poser {\displaystyle x_{\text{B}}^{\text{l}}},
2. de trouver {\displaystyle T} entre {\displaystyle T_{{\text{éb}},{\text{A}}}} et {\displaystyle T_{{\text{éb}},{\text{B}}}} telle que {\displaystyle x_{\text{B}}^{\text{l}}={1-K_{\text{A}} \over K_{\text{B}}-K_{\text{A}}}},
3. de calculer {\displaystyle x_{\text{B}}^{\text{g}}=K_{\text{B}}x_{\text{B}}^{\text{l}}}.